# 合同学園祭
合同学園祭（ごうどうがくえんさい）とは次の意味を持つ。
1. 複数の学校・生徒が協力し一つの学園祭を創り上げることの総称
2. 創ル部によって運営される石川県内の複数の学校が合同して行う学園祭の正式名称

ここでは2に関して記述する。
合同学園祭は、石川県内の大学・短大・高専の学生や専門学校の生徒のみで立案、企画、運営される学園祭である。運営は、石川県の非営利活動学生団体「創ル部」である。

## 参加学生の主な所属学校
金沢大学、金沢工業大学、金沢学院大学、星稜大学、金沢医科大学、石川県立大学、金城短期大学部、石川工業高等専門学校、石川県立保育専門学園、国際デザインカレッジ金沢、金沢文化服飾学院、金沢リハビリテーションアカデミー